# Votomita
Genre
Classification APG III (2009)
Synonymes
Selon GBIF (21 février 2022)
- Coryphadenia Morley
- Glossoma Schreb.
- Guilleminia Neck.
- Meliandra Ducke

Votomita est un genre de plantes à fleurs de la famille des Melastomataceae (anciennement des Memecylaceae), comportant 10-11 espèces d'arbres ou arbustes néotropicaux, et dont l'espèce type est Votomita guianensis Aubl..

## Description
Le genre Votomita regroupe des arbres ou des arbustes à feuilles persistantes. 
Les pétioles sont courts.
Les stipules sont absents ou remplacées par une frange interpétiolaire minuscule.
Les limbes sont entiers, à nervures pennées, glabres ou pubescents.
Les inflorescences sont des cymes à 1–3(4) fleurs.
Les bractées sont petites et généralement précocement caduques.
Les fleurs sont pédicellées, bisexuées, 4-mères.
Le limbe du calice en forme de coupe, porte généralement 4 petites dents libres à la base du bourgeon.
On compte 4 pétales blancs, blanchâtres, roses ou violets, ou 8 étamines égales ou presque, parfois soudées latéralement.
Les filets sont courts, non infléchis au stade du bouton.
Les anthères sont droites, dressées, le connectif produit au-dessus de la thèque, qui porte généralement une glande apicale, elliptique, introrse.
La thèque introrse est déhiscente par des fentes longitudinales. 
L'ovaire conteint 1–4 loges, et contient 5–48 ovules.
La placentation est axilaire ou centrale libre ou bien les ovules sont agencés en verticilles autour d'un placenta axilaire ou basal dans chaque loge.
Le style est persistant ou précocement caduque.
Le fruit est une baie contenant une graine, couronnée par le calice persistant.
Les graines sont lisses mais non polies sur la face externe agrandie de l'ovule ; radicule courte et droite, les cotylédons épais, charnus et planconvexes.

## Répartition
On rencontre le genre Votomita du Panama au Brésil en passant par Cuba, la Colombie, le Venezuela, le Guyana, le Suriname, la Guyane et le Pérou.

## Protologue

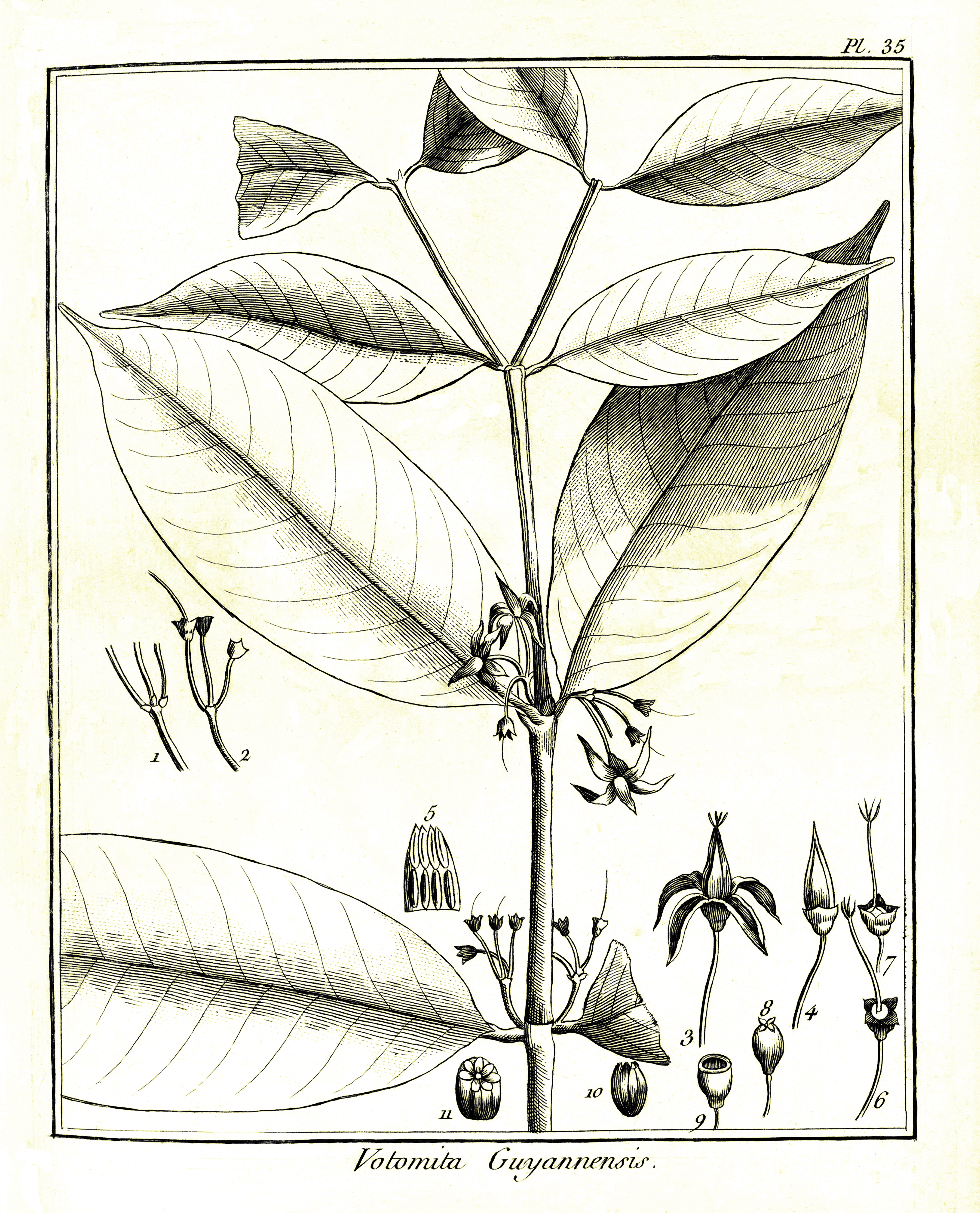
Votomita guianensis : Planche 35 accompagnant la description du genre Votomita par Aublet (1775)
On a groſſi les parties de la fleur, & du fruit examiné avant ſa maturité. - 1. Pédoncule du bouquet de fleur. - 2. Pédoncule du bouquet de fleur. Calices. - 3. Fleur épanouie. Étamines. - 4. Bouton de fleurs. - 5. Filets des étamines. anthères. - 6. Calice ouvert, diſque. Style, Stigmates. - 7. Calice. Style. Stigmates. - 8. Baie. - 9. Baie coupée en travers. - 10. Graine vue à la loupe. - 11. Graine coupée en travers 3 vue à la loupe.

En 1775, le botaniste Aublet propose le protologue suivant : 
« VOTOMITA. (Tabula 35.)

CAL. Perianthium monophyllum, turbinatum, quadridentatum. 
COR. Petala quatuor, oblonga, acuta, reclinata, diſco inſerta. 
STAM. Filamenta quatuor, breviſſima. Antheræ oblongæ, membrana tenui terminate, & in cylindrum tubuloſum quaſi connatæ, introrſum dehiſcentes. 
PIST. GERMEN calice incluſum, difco coronatum. Stylus longus, tubum itaminibus formatum perforans. Stigmata quatuor, oblongæ acuta. 
PER. drupa inſera, calici adnata & coronata, uni-locularis. 

SEM. unicum, ſtriatum. »
— Fusée-Aublet, 1775.

## Liste d'espèces
Selon World Flora Online (WFO) (23 février 2022) :
- Votomita cupuliformis Morley & Almeda
- Votomita guianensis Aubl.
- Votomita monadelpha (Ducke) Morley
- Votomita monantha (Urb.) Morley
- Votomita orbinaxia Morley
- Votomita orinocensis Morley
- Votomita plerocarpa (Morley) Morley
- Votomita pubescens Morley
- Votomita roraimensis Morley
- Votomita ventuarensis Morley

Selon GBIF (23 février 2022) :
- Glossoma acuminatum Wall. ex Benn.
- Votomita cupuliformis Morley & Almeda
- Votomita guianensis Aubl.
- Votomita monadelpha (Ducke) Morley
- Votomita monantha (Urb.) Morley
- Votomita orbinaxia Morley
- Votomita orinocensis Morley
- Votomita plerocarpa (Morley) Morley
- Votomita pubescens Morley
- Votomita roraimensis Morley
- Votomita ventuarensis Morley